# Obernau (Rijnland-Palts)
Obernau is een plaats in de Duitse deelstaat Rijnland-Palts, en maakt deel uit van de Landkreis Altenkirchen.
Obernau telt  inwoners.

## Bestuur
De plaats was een Ortsgemeinde die deel uitmaakte van de Verbandsgemeinde Flammersfeld tot 1 januari 2021. Op die dag fuseerde Obernau met Neitersen tot een gemeente die ook de naam Neitersen kreeg.